# Chango Nieto
Carlos Alberto Nieto, más conocido como Chango Nieto (Campamento Vespucio,  Provincia de Salta, 8 de abril de 1943 - Buenos Aires, 31 de enero de 2008) fue un cantautor y bombisto argentino. Tuvo una larga trayectoria y es considerado como una de las figuras más destacadas en el panteón de folcloristas clásicos y populares de su país.

## Biografía
Nacido en la provincia de Salta en el año 1943. Llegó a La Plata para iniciar estudios en Veterinaria. Por esos años, la música folclórica argentina estaba en su apogeo, y en una de las peñas tradicionales de esta ciudad, se encuentra con Hernán Figueroa Reyes, quien después de escucharlo le propone grabar su primer disco.
En 1965, fue Revelación del Festival Mayor del Folklore, de Cosquín. A partir de allí Nieto grabó más de 600 canciones y recibió innumerables premios. Su canto también trascendió las fronteras de su patria, ya que en numerosas ocasiones visitó otros países de América y Europa.
Falleció el 31 de enero de 2008 a la edad de 64 años, luego de meses de luchar contra una grave enfermedad que lo aquejaba. Durante su responso, se produjo el fallecimiento de una de sus hermanas.

## Estilo interpretativo y rasgos de su personalidad
El Chango Nieto era una persona amable, de muy fina sensibilidad, de gestos cordiales, y actitudes caballerescas.
Romántico por naturaleza, se caracterizaba por cantar con los ojos cerrados, como si estuviera desmenuzando  el sentido de cada una de las palabras de las canciones que interpretaba. Su voz se destacaba por el tono agradable y su siempre correcta afinación.

## Algunos de sus temas más populares
"Amor de los Manzanares", "Bagualero soy", "Sembrando coplas", "Te vengo a preguntar", "Salta de mi niñez", "Pampa de los guanacos", "Que mala suerte", "La añera", "La rubia Moreno", "Recuerdo salteño", " A Monteros", "Del tiempo i´mama", "El corralero", "Memorias de una vieja canción", "Himno a la amistad", "Canción del adiós", "Puerto de Santa Cruz", "Están que arden los carnavales", etc.; cabe la aclaración de que no todos los temas fueron compuestos por Nieto.

## Discografía
- 1965: Revelación del V Festival de Cosquín 1965
- 1965: Revelación del folklore argentino
- 1966: Bagualero soy
- 1967: El Chango Nieto
- 1968: Soy de Salta
- 1968: Cantando me he de morir
- 1969: El Chango
- 1970: Nieve
- 1971: Me peina el viento los cabellos
- 1972: Los más grandes éxitos del folklore argentino Vol. 1
- 1972: Los más grandes éxitos del Altiplano
- 1973: Los más grandes éxitos del folklore argentino Vol. 2
- 1973: Recital a la Juventud
- 1974: Cada vez que te tengo
- 1975: Te vengo a preguntar
- 1976: Pensar que hasta hace poco me querías
- 1976: Cantores de aquí, copleros de allá (Con Las voces de Orán)
- 1977: Adónde van los pájaros que mueren
- 1978: Los más grandes éxitos del folklore argentino Vol. 3
- 1979: El Chango Nieto interpreta a Atahualpa Yupanqui y Homero Manzi
- 1980: Amistad (Con Daniel Toro)
- 1981: Reencuentro (Con Daniel Toro)
- 1981: Yo soy ese cantorcito yo soy el que siempre i' sido
- 1982: Como el coyuyo
- 1983: Sembrando coplas (Con Las voces de Orán)
- 1984: 20 Años Después
- 1986: De vino a vino
- 1987: Chango
- 1994: El amor no tiene fronteras
- 1999: Con los ojos cerrados
- 2005: Darse cuenta

## Filmografía parcial
Intérprete
- Argentinísima (1972) dir. Fernando Ayala y Enrique Olivera
- El cantor enamorado (1965) dir.  Juan Antonio Serna
- Cosquín, amor y folklore (1965) dir. Delfor María Beccaglia

## Premios
- 2 Discos de Oro
- Disco de Plata
- Camin de Oro a la Trayectoria.
- 1965: Premio Revelación otorgado en el 5º Festival de Cosquín.
- 1980: Tercer Premio otorgado en el Festival OTI de la Canción.
- 1980: Premio Prensario.
- 1985: Fundación Konex: Diploma al mérito, cantante masculino de folclore.
- 1995: Fundación Konex: Diploma al mérito, cantante masculino de folclore.
- 2000: Premio Estrella de Mar: Peña "La Vizcachera" en Mar del Plata.
- 2001: Premio Estrella de Mar: Peña "La Vizcachera" en Mar del Plata.
- 2006: XLVI Festival Nacional del Folklore: La Comisión Municipal del Folklore le entregó un reconocimiento a su vasta trayectoria.
- 2007: Premios Estrella de Mar: "Canciones en familia". Nominado como mejor Espectáculo musical individual.